# 舞力全開2019
《舞力全開2019》是Ubisoft 開發的舞蹈節奏遊戲。它於2018年6月11日在E3新聞發布會上亮相，並於2018年10月23日在北美於 任天堂Switch、Wii、Wii U、PlayStation 4、Xbox One 和 Xbox 360 上發布。2018年10月26日，此遊戲在歐洲和澳大利亞發布。這也是 Ubisoft 為 Wii U 和 Xbox 360 發布的最後一款舞力全開系列遊戲。
該遊戲的試玩版於2018年11月12日在 Xbox One、PlayStation 4、Wii U 和 任天堂Switch 上發布。

## 遊玩方式
與前作一樣，玩家必須使用體感手柄或遊戲相應的流動應用程序模仿屏幕上舞者的舞姿。此遊戲在任天堂平台上不支持應用程序，僅能使用平台原生的體感控制器。 該遊戲的用戶界面亦已完全重新設計，重點突出推薦曲目和播放列表，並刪除其他模式，如迷你遊戲，專注於核心遊戲體驗。

## 反響
遊戲傳媒 Nintendo Life 為本作評分7分（滿分10分），認為本作的精簡體驗是「一個奇怪的轉變。開發商可能是想吸引一個新的玩家群體——喜歡社交網絡，用 Spotify 聽歌的青少年——或者是，在與多年來一直支持本系列的玩家們一同成長。」Nintendo Life 批評了其他的一些變化，例如 Ubisoft 持續強力推廣《舞力全開》系列的訂閱服務、遊戲的性能問題、和在 任天堂Switch 中對應用程序不再支持。
該遊戲在2019年尼克頻道兒童選擇獎中被評為「最佳電子遊戲」，並在意大利電子遊戲獎中被提名為「大眾選擇」。

## 外部連結
- 官方网站